# Brasserie Sainte-Hélène
Brasserie Sainte-Hélène is een Belgische artisanale brouwerij te Ethe (Virton) in de provincie Luxemburg.

## Geschiedenis
Eddy Pourtois begon met brouwen in Orsainfaing in 1999 in de Rue Sainte-Hélène, vandaar de benaming van de brouwerij. De brouwerij verhuisde in 2003 naar Ethe en datzelfde jaar werd 160 hl gebrouwen. In 2005 vond een volgende uitbreiding plaats zodat de capaciteit per brouwsel 14 hl werd. In 2011 was een nieuwe uitbreiding noodzakelijk en in juni werden de etiketten volledig vernieuwd. De brouwerij heeft nu een capaciteit van 2500 liter per brouwsel.

## Bieren[1]
- Mistinguett, oorspronkelijke naam La Sainte Hélène Blonde, blond, 6,5%
- Lily Blue, oorspronkelijke naam La Sainte Hélène Ambrée; amber, 7,5%
- Gypsy Rose, oorspronkelijk naam Le Djean Triple, blond, 9%
- La Grognarde, blond, 5,5%
- La Prime, winterbier, roodbruin, 8,5%
- Ceci n'est pas un Barley Wine, gerstewijn, roodbruin, 10%

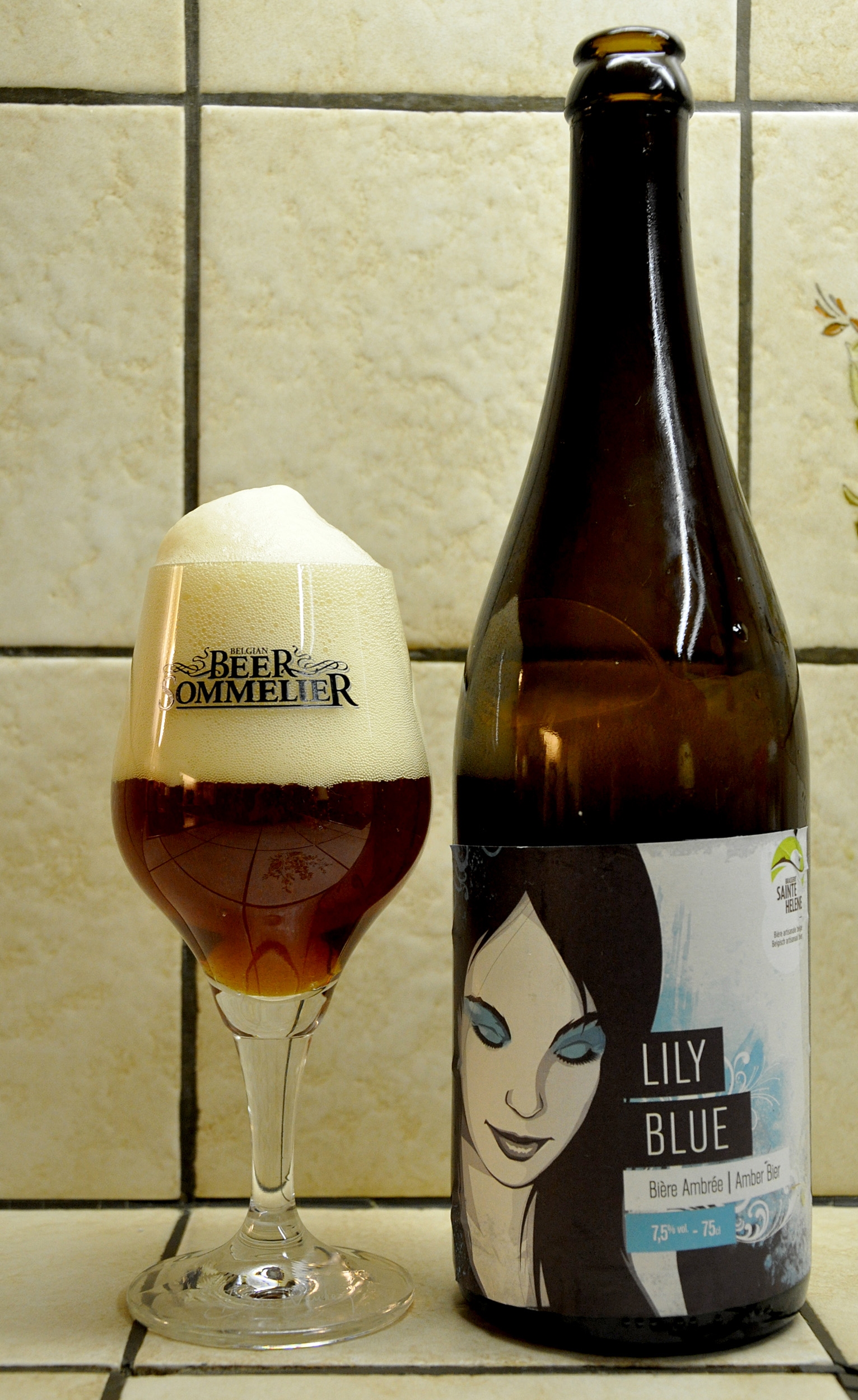
Het biertje Lily Blue